# Alexander von Benckendorff

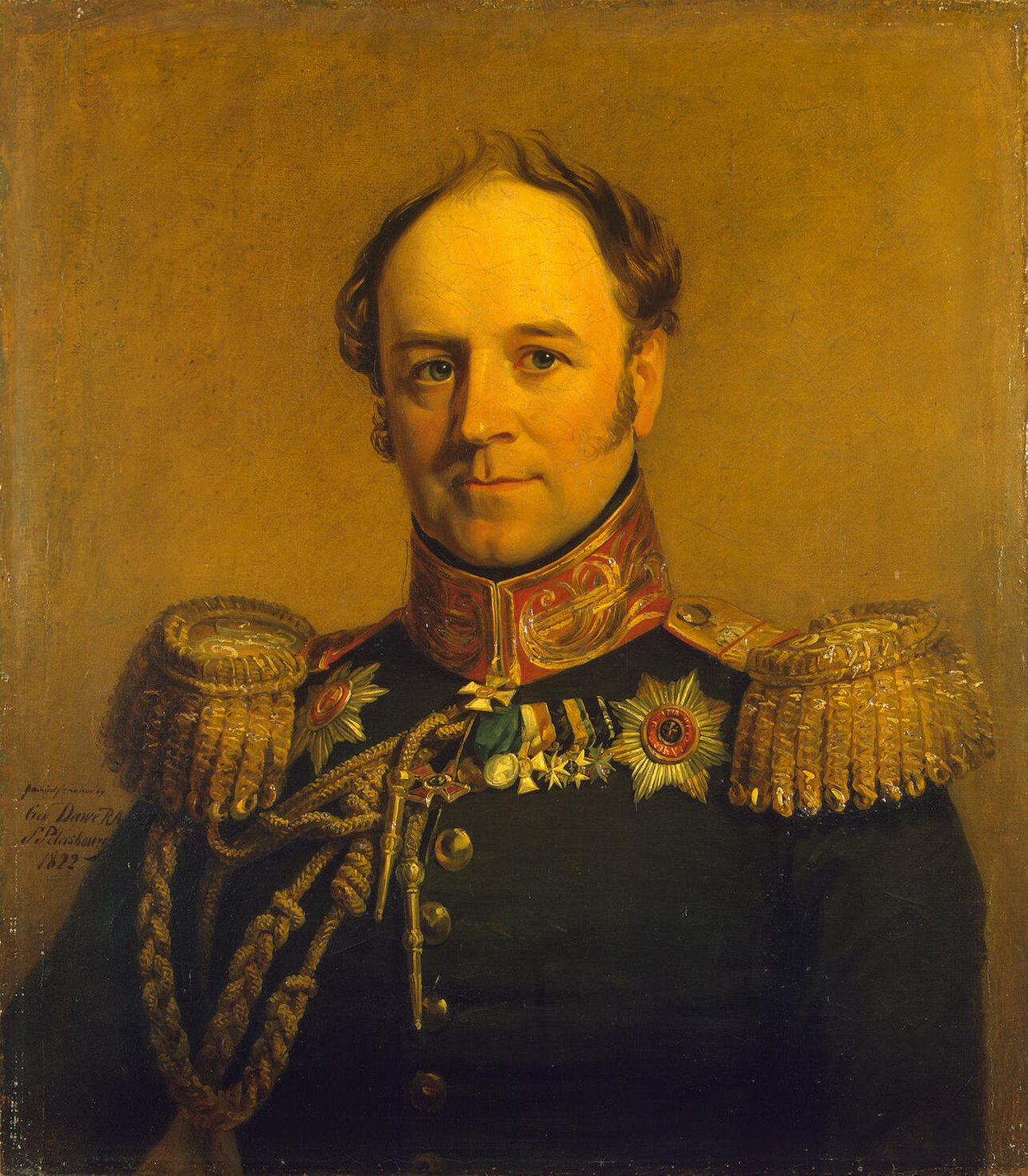
Alexander von Benckendorff, porträtt av George Dawe.

Konstantin Alexander Karl Wilhelm Christoph von Benckendorff, född 4 juli 1781, död 5 oktober 1844, var en rysk greve och general. Han var bror till Konstantin von Benckendorff och Dorothea von Lieven.
von Benckendorff inträdde 1798 i Semjonovskijgardet, deltog i fälttågen mot turkar och fransmän och vann, trots att han varit inblandad i mordkomplotten mot kejsar Paul Alexander I:s förtroende. 1813 blev han generalmajor, 1816 divisionsgeneral och 1819 chef för gardesstaben. Efter hårdhänt medverkan till dekabristupprorets kuvande utnämndes han 1826 till chef för gendarmeriet och "kommendant i kejsarens högkvarter", blev 1832 polisminister och medlem av riksrådet samt upphöjdes samma år till grevligt stånd. Genom upprättandet av "tredje sektionen" av det kejserliga kansliet gav han upphov till den beryktade hemliga statspolisen.